# Riejanne Markus
Riejanne Markus (Diemen, 1 de setembro de 1994) é uma desportista neerlandesa que compete em ciclismo na modalidade de estrada. Ganhou uma medalha de ouro no Campeonato Mundial de Ciclismo em Estrada de 2019, na contrarrelógio por relevos mistos.

## Medalheiro internacional
| Campeonato Mundial | Campeonato Mundial       | Campeonato Mundial | Campeonato Mundial                |
| Ano                | Lugar                    | Medalha            | Competição                        |
| ------------------ | ------------------------ | ------------------ | --------------------------------- |
| 2019               | Yorkshire ( Reino Unido) | Medalha de ouro    | Contrarrelógio por relevos mistos |

## Palmarés
2017
- Omloop van Borsele
- Graça-Orlová, mais 2 etapas